# Amorphochelus grumosus
Amorphochelus grumosus är en skalbaggsart som beskrevs av Marc Lacroix 1997. Amorphochelus grumosus ingår i släktet Amorphochelus och familjen Melolonthidae. Inga underarter finns listade i Catalogue of Life.